# 伊藤徹 (哲学者)
伊藤 徹（いとう とおる、1957年4月 - ）は、日本の哲学者、京都工芸繊維大学教授。文学博士（京都大学）。

## 略歴
静岡市生まれ。1976年、静岡県立静岡高等学校卒業。1980年、京都大学文学部哲学科卒業。1985年、同大学院文学研究科博士後期課程研究指導認定退学。1986年、京都教育大学専任講師。1988年、同助教授。2005年、同教授、京都工芸繊維大学教授。2002年「手としての人間 作ることへの問いと柳宗悦」で文学博士（京都大学）。

## 著書
- 『柳宗悦 手としての人間』（平凡社選書） 2003
- 『作ることの哲学 科学技術時代のポイエーシス』（世界思想社） 2007
- 『芸術家たちの精神史 日本近代化を巡る哲学』（ナカニシヤ出版） 2016
- 『《時間 (とき) 》のかたち』（堀之内出版） 2020

### 編著
- 『作ることの日本近代 一九一〇 - 四〇年代の精神史』（編、世界思想社） 2010
- 『寺山修司の遺産 21世紀のいま読み直す』（檜垣立哉共編、堀之内出版） 2023

## 翻訳
- 『ハイデガーと解釈学的哲学』（オットー・ペゲラー、監訳、法政大学出版局、叢書・ウニベルシタス） 2003
- 『ハイデガー入門』（ギュンター・フィガール、世界思想社） 2003